# Omul și supraomul
Raportul moral dintre om și supraom este o temă centrală în lucrările lui Friedrich Nietzsche, în special în Genealogia moralei. Filozoful german consideră existența a două tipare fundamentale în moralitate: moralitatea omului de turmă, a sclavului, și moralitatea supraomului, a stăpânului, a omului liber. Caracteristicile omului de turmă sunt bunătatea, smerenia și simpatia, mai precis elemente de bază ale creștinismului, în timp ce supraomul are trăsăturile mândriei, puterii și înnobilării. Omul și supraomul cuantifică diferit acțiunile morale. Termenul de „moralitate” are alt sens decât cel propriu în filozofia lui Nietzsche; o moralitate particulară este intrinsecă unei culturi particulare, adică limbajul, practicile, instituțiile sunt cuprinse între conflictul valoric dintre cele două tipare.

## Moralitatea supraomului
Nietzsche a definit moralitatea stăpânilor drept moralitatea celor cu voința puternică. Acest a criticat gândirea, pe care o identifică cu ideologia britanică contemporană lui, că bune sunt lucrurile care ne plac, iar rele cele care ne dezgustă. A criticat în cadrul acestei mișcări ignoranța față de originea valorilor, și numirea lucrului bun pe fondul obișnuinței a cee ce este plăcut a fost dintotdeauna considerat bun, astfel utilitatea este criteriul valoric. Nietzsche continuă spunând că „în decursul celei mai îndelungate perioade din istoria umanității - denumită epoca preistorică - valoarea sau non-valoarea unei acțiuni se deducea din consecințele sale: actul în sine era la fel de puțin luat în considerație ca și originea sa”, , însă afirma și că „nu există defel fenomene morale, ci doar o interpretare morală a fenomenelor”.  Pentru acești stăpâni, „binele” este nobil, tare și puternic, în timp ce „răul” este reprezentat de termeni precum slab, laș sau milos. Esența moralității stăpânului este aristocrația. Alte calități cuantificate sunt curajul, adevărul, faptul de a fi deschis la minte, încrederea și o bună stimă de sine. „Omul liber,deținătorul unei vaste și neimblânzite voințe, își găsește în această posesie etalonul său de valoare: bazându-se pe sine însuși pentru a-i judeca pe alții, el venerează sau disprețuiește : și la fel cum fatalmente îi cinstește pe cei care îi seamană, puternicii pe care se poate conta (cei care pot promite)[...]”.  Omul liber sau stăpânul se vede într-un anumit sens drept o măsură a tuturor lucrurilor: „Aristocratul este încrezător în sine, prețuind tot ceea ce îi este propriu, îi ajută pe  nefericiți, dar nu din milă ci din impulsul unei abundențe de putere, este mândru de  condiția sa, ostil și ironic față de altruism, consideră că are obligații doar față de cei de-o seamă cu el”. 

## Moralitatea omului
Moralitatea omului de turmă își bazează filtrul moral pe conceptul de intenție, de datorie. Ea este inversiunea moralității supraomului; este caracterizată de cinism și pesimism. Esența moralității sclavilor este utilitatea: acel summum bonum, acel bine comun aplicat întregii comunități, nu doar supraoamenilor: „[...]Acest fel de a trage concluzia miroase a plebe, cea care în fapta rea vede doar urmările ei dăunătoare și opinează că „e un lucru prostesc să faci rău“; totodată, ea identifică pur și simplu „bunul“ cu „utilul și plăcutul“. În cazul întregului utilitarism al moralei, putem ghici din capul locului această origine comună și să ne bizuim pe flerul nostru: nu prea vom da greș”.  Nietzsche a văzut în această realitate o contradicție: dacă cei puternici sunt puțini la număr în comparație cu oamenii de turmă (masele), cei slabi au ajuns la putere corupându-i pe cei puternici și făcându-i să creadă că sclavia este ceva „rău”. Afirmând că smerenia este voluntară, moralitatea sclavilor încearcă să evite un adevăr dureros, acela că la început a fost acceptată forțat sub influența unui supraom. Principiile biblice precum acela de a întoarce celălalt obraz, caritatea, smerenia și mila sunt rezultatul universalizarii stării de sclav și întinderea acesteia peste umanitate, inrobind în același timp și supraoamenii. „Mișcarea democratică este moștenitoarea mișcării creștine”  – o manifestație politică a moralității de turmă cauzată de obsesia sa față de libertate și egalitate. „Evreii-popor „născut pentru sclavie“, cum spune Tacit și, împreună cu el, întreaga lume antică, „popor ales între popoare“, după cum spun ei înșiși și o cred, – evreii au realizat acea miraculoasă răsturnare a valorilor grație căreia viața pe pământ a dobândit pentru câteva milenii o atracție nouă și primejdioasă: - profeții lor au contopit într-una singură noțiunile de „bogat“, „păcătos“, „rău“, „violent“, „senzual“, și pentru întâia oară au stigmatizat cuvântul „lume“. În această răsturnare a valorilor (din care face parte și folosirea cuvântului „sărac“ ca sinonim al „sfântului“ și „prietenului“) constă importanța poporului evreu: o dată cu ea începe revolta sclavilor în domeniul moralei”. 

## Societatea
Conflictul dintre morala de turmă și cea a supraomului își are propria sa istorie. Conform scrierilor lui Nietzsche, societățile romane și grecești au fost întemeiate pe morala supraomului. Eroul homeric era un om caracterizat de o voință puternică, iar rădăcinile clasice ale lucrărilor Iliada și Odiseea exemplificau morala nitzscheană. I-a numit pe eroi „oameni ai culturii nobile”. Din punct de vedere istoric, moralitatea supraomului a fost distrusă de moralitatea de turmă a creștinismului care s-a răspândit în Imperiul Roman. Lupta esențială dintre culturi a fost mereu aceea a romanilor și a iudeilor. Nitzsche a condamnat triumful sclavilor în Occident, spunând că mișcarea democratică este „degenerarea generală a omului”.  Acesta a văzut în creștinism și în democrație impulsul egalității - impulsul de a ne face sclavi.